# Hadda (Afganistan)
Hadda és un jaciment arqueològic grecobudista que es troba a l'antiga regió de Gandhara, a 10 km al sud de Jalalabad, en l'actual Afganistan oriental.

## Context
Un gran nombre d'escultures grecobudistes (al voltant de 23.000 ) d'argila o estuc aparegueren a Hadda durant les dècades del 1930 i dels 1970. Combinen elements del budisme i l'hel·lenisme, en un estil mixt amb molts més elements hel·lenitzants que en l'art “grecobudista” dels voltants de Peshawar.
Tot i que l'estil és hel·lenístic del segle II o I abans de la nostra era, les escultures de Hadda solen estar datades del segle III o IV. Aquesta discrepància es pot explicar per la retenció de l'estil hel·lenístic tardà durant uns quants segles en aquesta regió del món, o pot indicar que les dates reals són les més primerenques.
Atesa l'antiguitat d'aquestes escultures i un refinament tècnic que indica que els artistes eren plenament conscients de tots els aspectes de l'escultura grega, s'ha suggerit que les comunitats gregues estaven implicades en aquest assoliment tècnic i que "l'àrea podria ser el bressol de l'escultura budista emergent dins l'estil indogrec”. (Boardman).
L'estil de moltes de les obres de Hadda està molt influït per l'hel·lenisme, i es pot comparar, per exemple, amb les estàtues trobades al Temple d'Apol·lo de Figàlia, aGrècia.

## Obres d'art
Els científics comencen a parlar d'un estil específic de Hadda, que seria diferent del de Gandhara, perquè és clarament més "hel·lenitzat" i estilísticament proper a la fase tardana de Tàxila. Aquesta lleialtat als arquetips mediterranis continua sense explicació.
Un grup escultòric d'estuc policrom excavat a les ruïnes del Monestir de Tapa Shotor de Hadda representa un Buda en un estil totalment hel·lenístic: El Buda amb Hèracles / Vajrapani (detall esquerre) i Tique / Hariti (detall dret) pot ser "una estàtua budista primerenca d'estil indogrec" (Boardman). Hèracles encara té la pell de lleó a l'espatla esquerra, tot i que la seua porra ha estat substituïda pel vajra (llamp) de Vajrapani. Tique té una cornucòpia clàssica.
Altres acompanyants de Buda que s'hi han descobert presenten un estil manierista hel·lenístic, com ara el Geni de les flors, hui al Museu Guimet de París. (Vegeu-ne la imatge:  ).

### Galeria

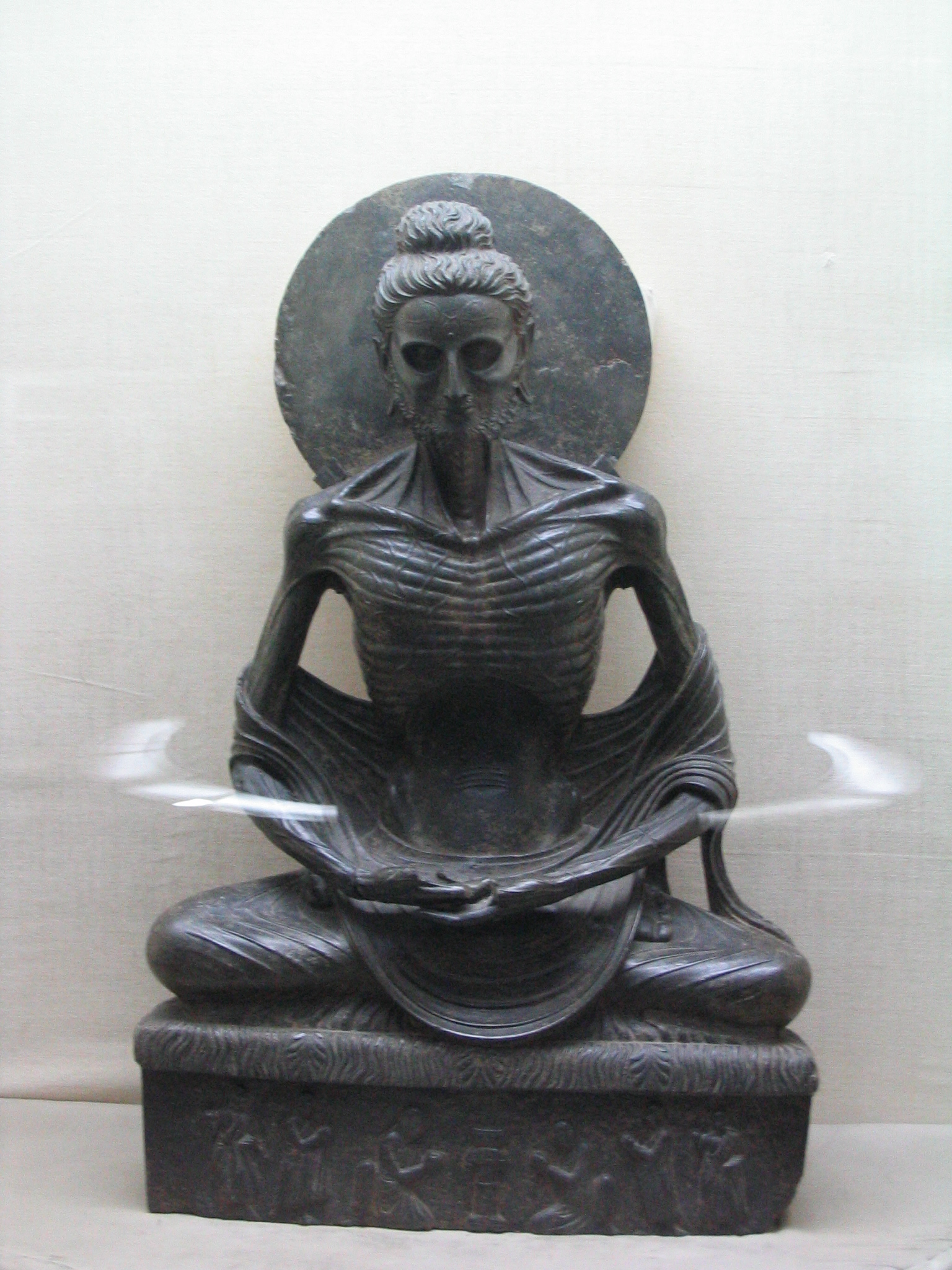
Buda asceta (l'ascesi de Siddharta), segle II-III. Jaciment de Sikri, Hadda, Museu de Lahore
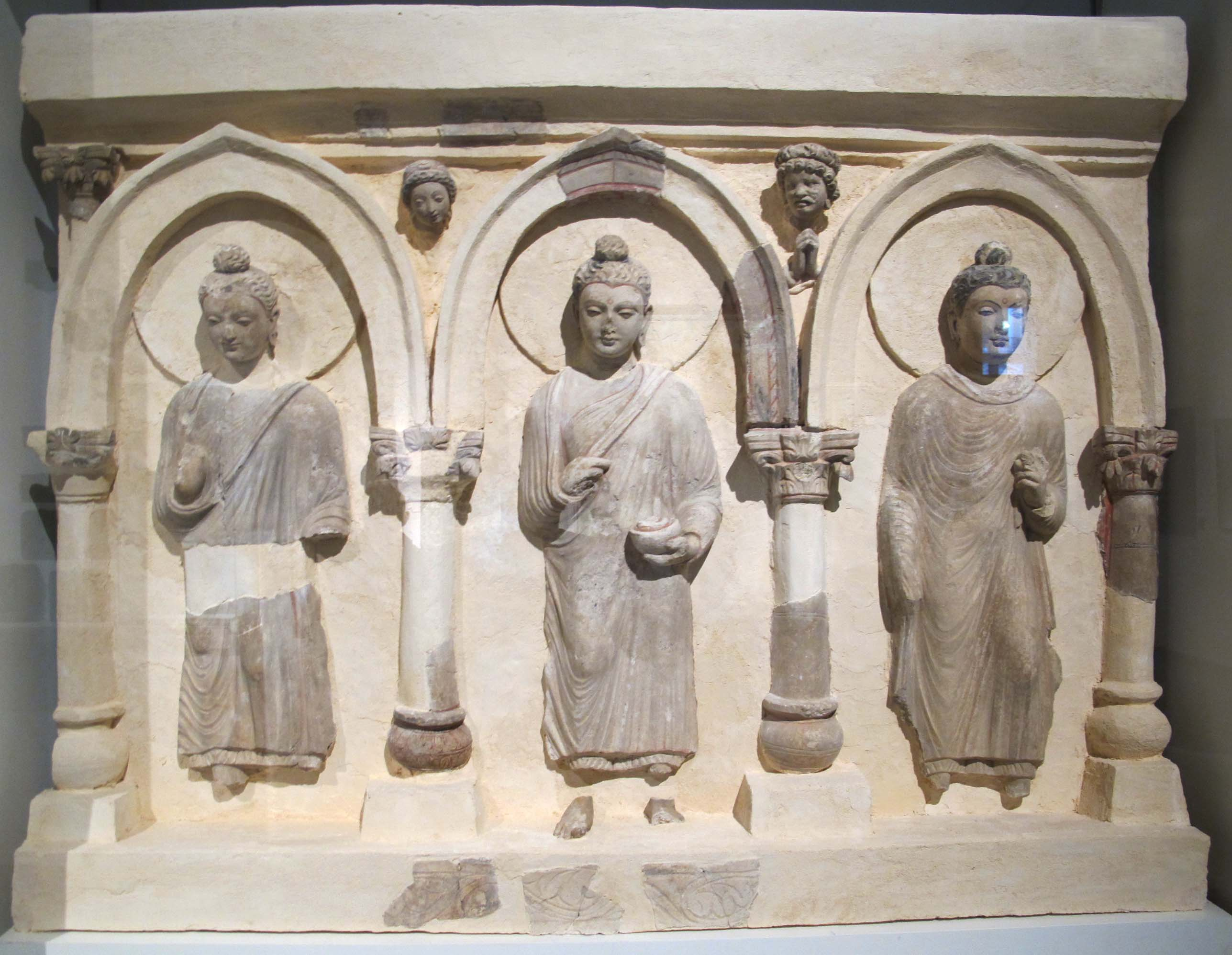
Buda sota arcada. Hadda, Monestir de Bagh-Gai, vihara B56, segle III-IV, estuc i relleu, Museu Guimet
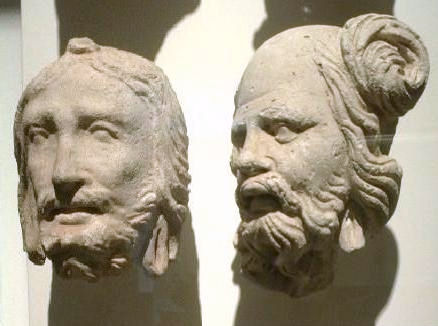
Ascetes. Monestir de Tapa-Kalan. Hadda, segle III-IV, estuc, alçada: 8-10 cm. Museu Guimet
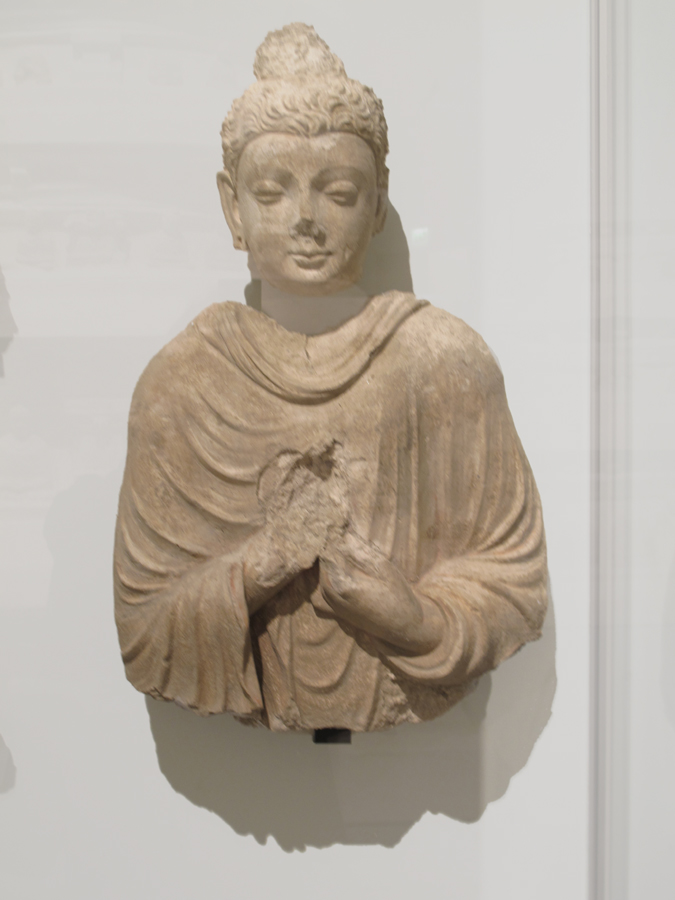
Buda. Hadda, Monestir de Tapa-Kalan, segle III-IV, estuc, Missió Jules Barthoux, 1926-27
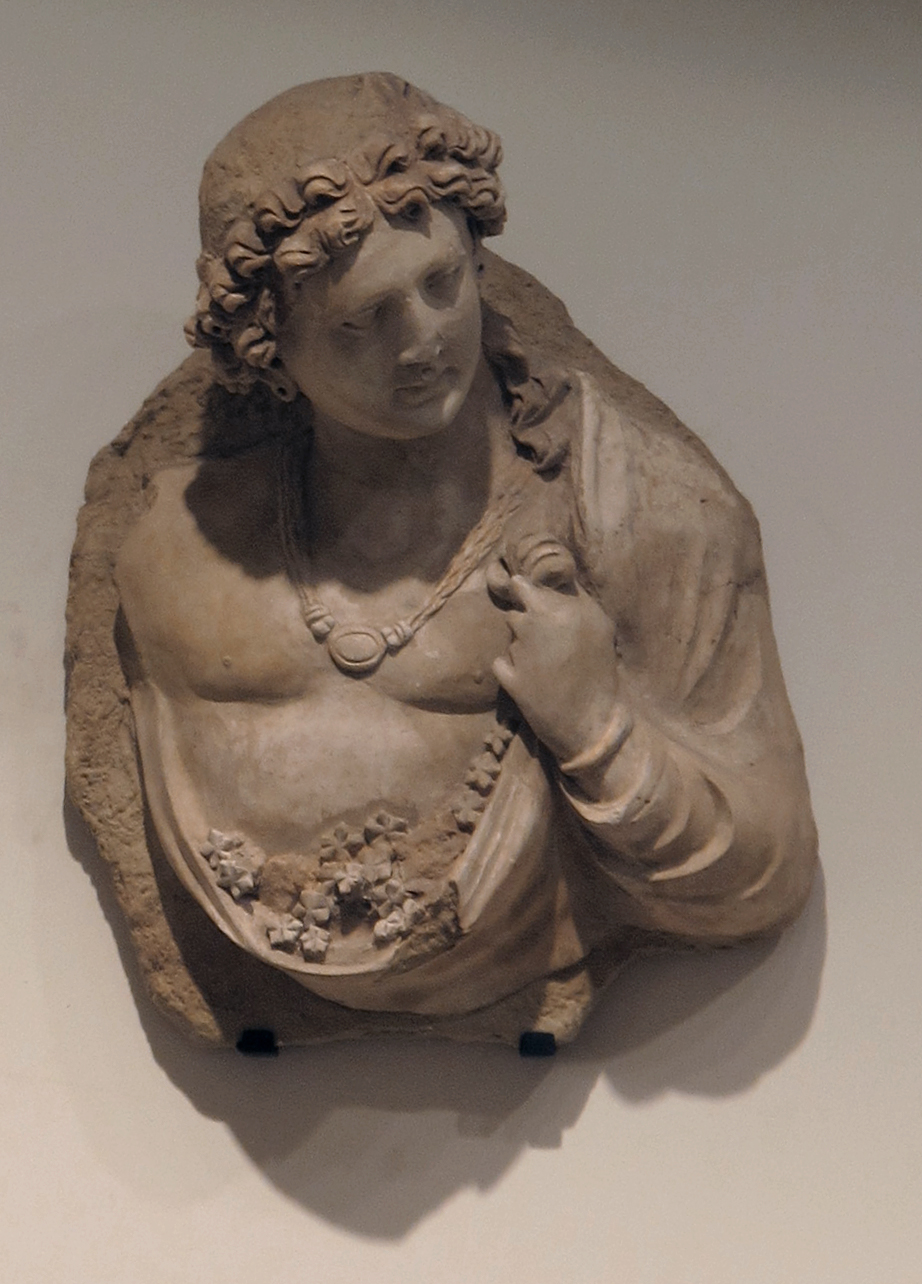
Geni amb flors. Monestir de Tapa-Kalan. Hadda, segle III-IV, estuc. Alçada: 55 cm. Museu Guimet
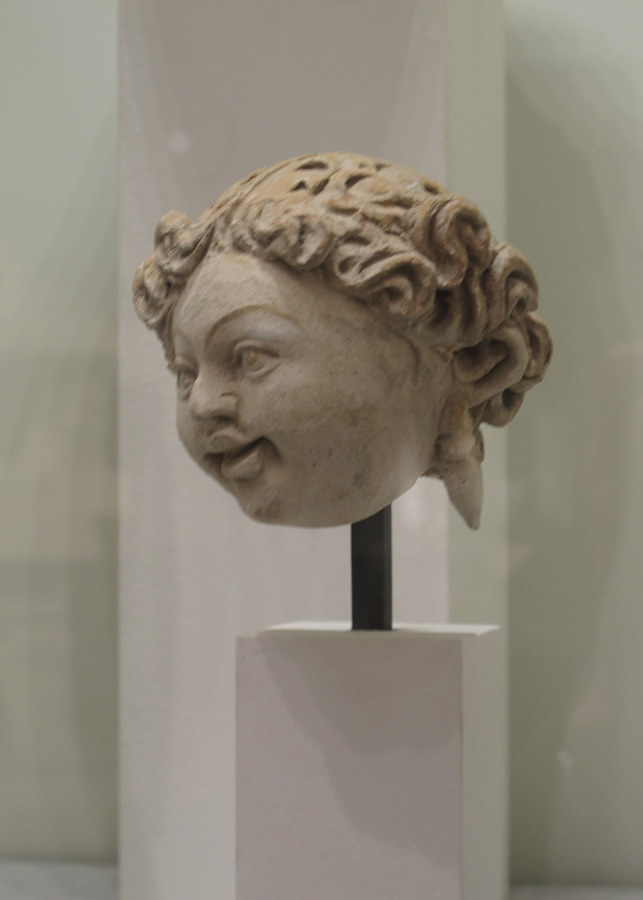
Donant o fidel. Hadda, Monestir de Tapa-Kalan. Segle III-IV, estuc. Missió Jules Barthoux, 1926-27
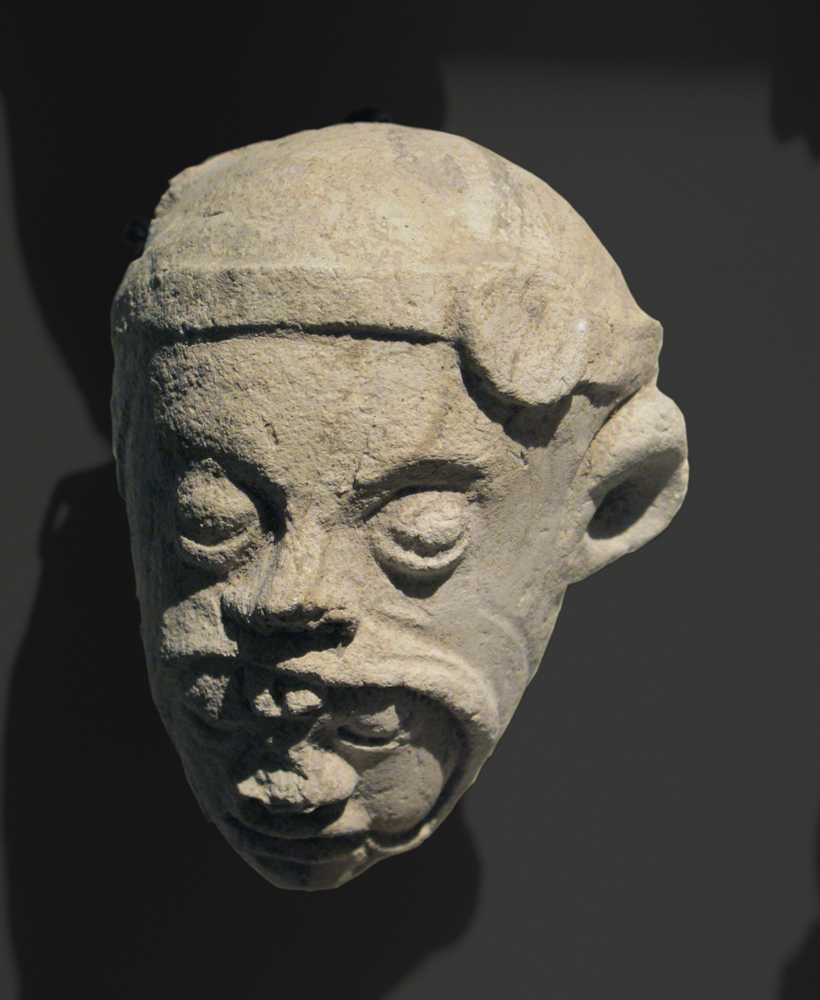
Dimoni. Monestir de Tapa-Kalan. Hadda. Stupa TK67 o TK68. Segle III-IV, estuc. Alçada: 8 cm, Missió Jules Bartoux
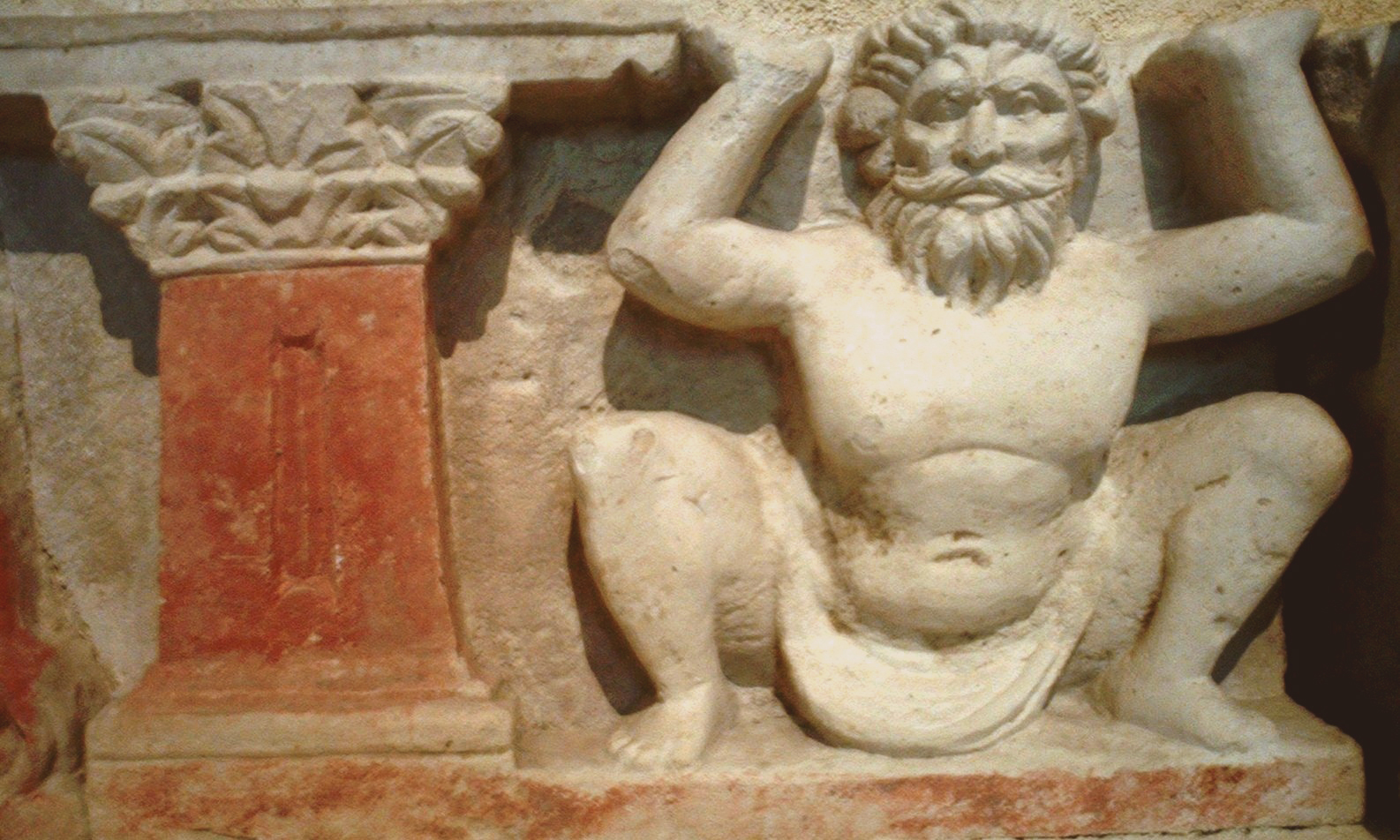
Atlant, base de stupa. Hadda, Monestir de Tapa-i-Kafariha, segle III-IV, estuc amb traça de policromia. Museu Guimet
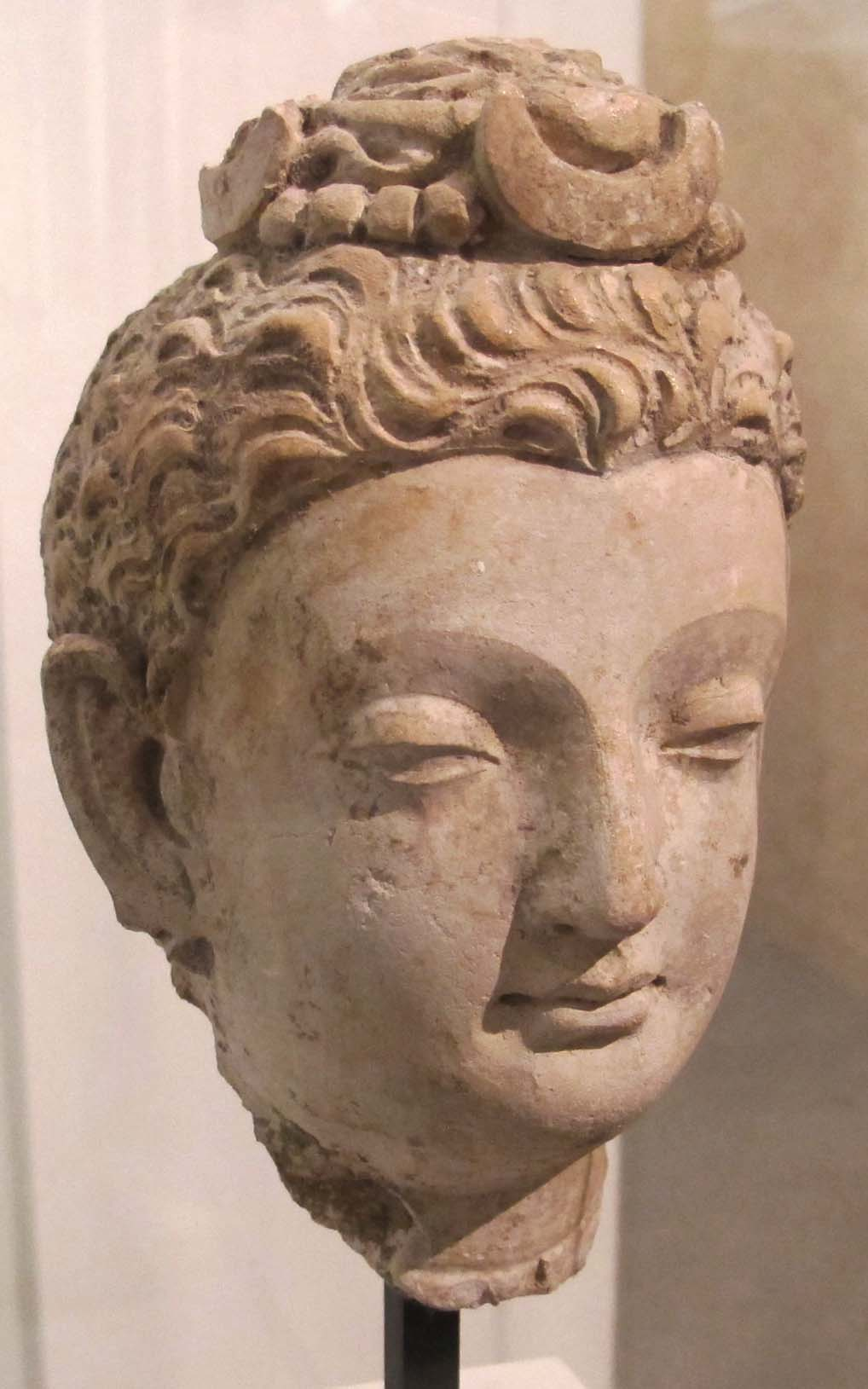
Buda. Hadda, Monestir de Tapa-i-Kafariha, segle III-IV. Estuc. Museu Guimet
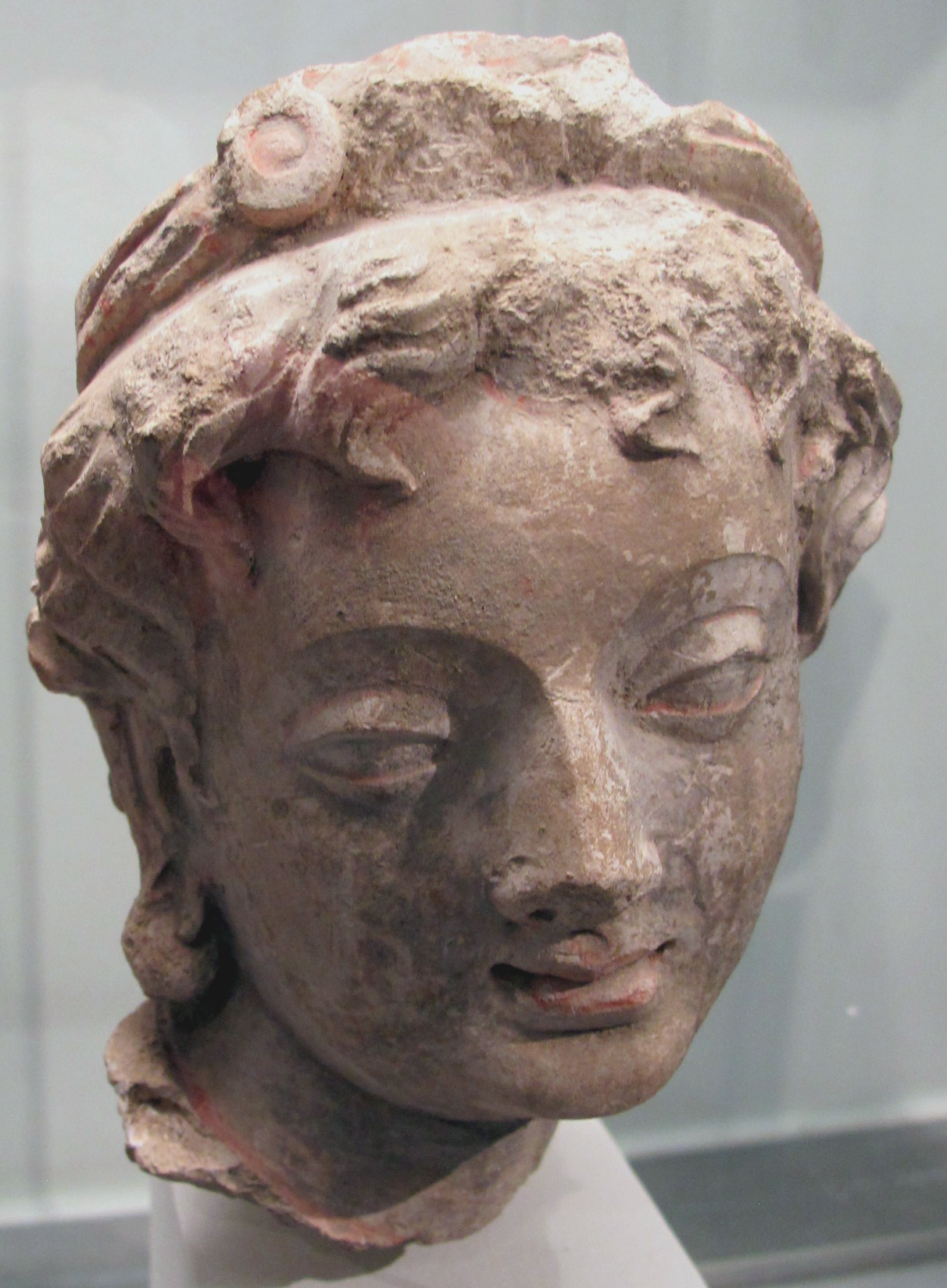
Dona jove. Hadda, Monestir de Tapa-i-Kafariha, segle III-IV. Estuc amb traça de policromia. Museu Guimet
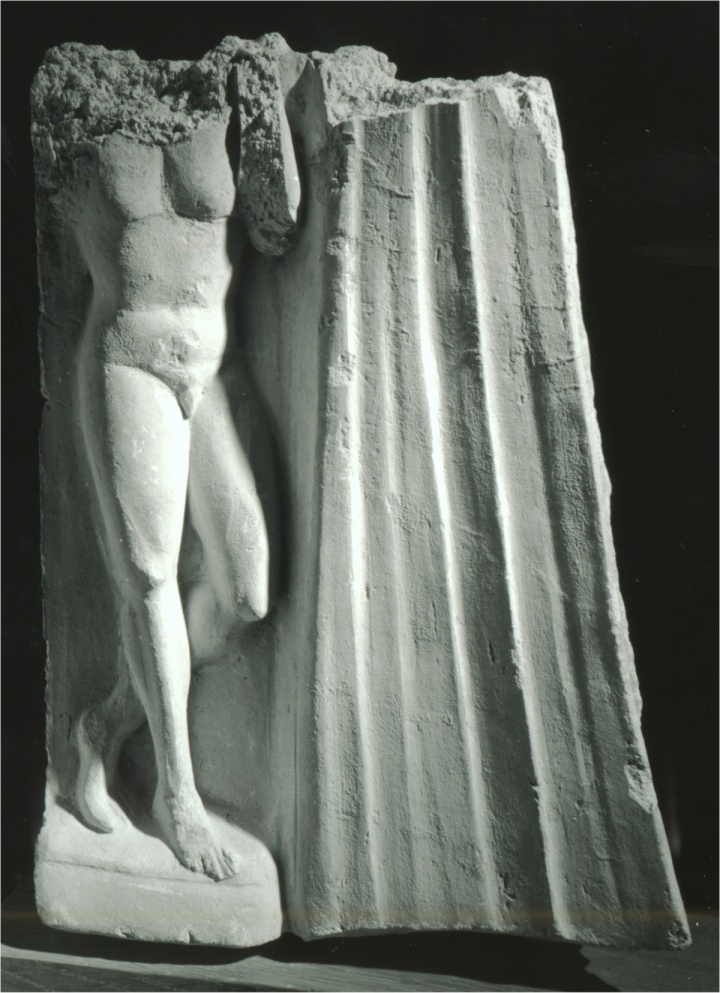
Atlant, Hadda, Monestir de Bagh-Gai (B56), segle III-IV. Estuc, Alçada: 24 cm. Museu Guimet
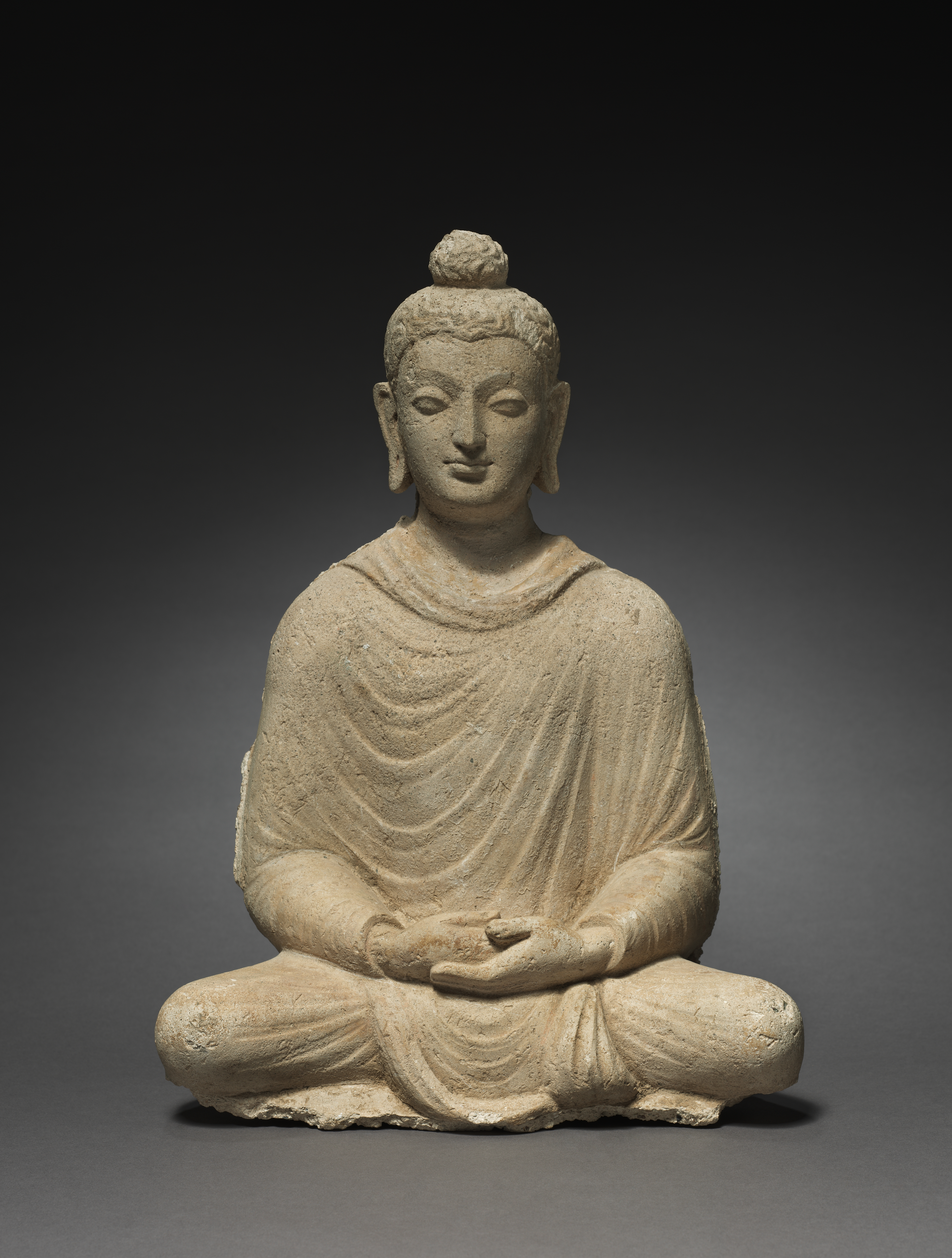
Buda de Hadda, c. 300, assegut en gest de meditació. Museu d'Art de Cleveland

Actualment destruïdes: Nínxols V1, V2 (L. 125, P. 140 cm) i V3 del Gran Vihāra i altres nínxols del Monestir de Tapa Shotor, Hadda
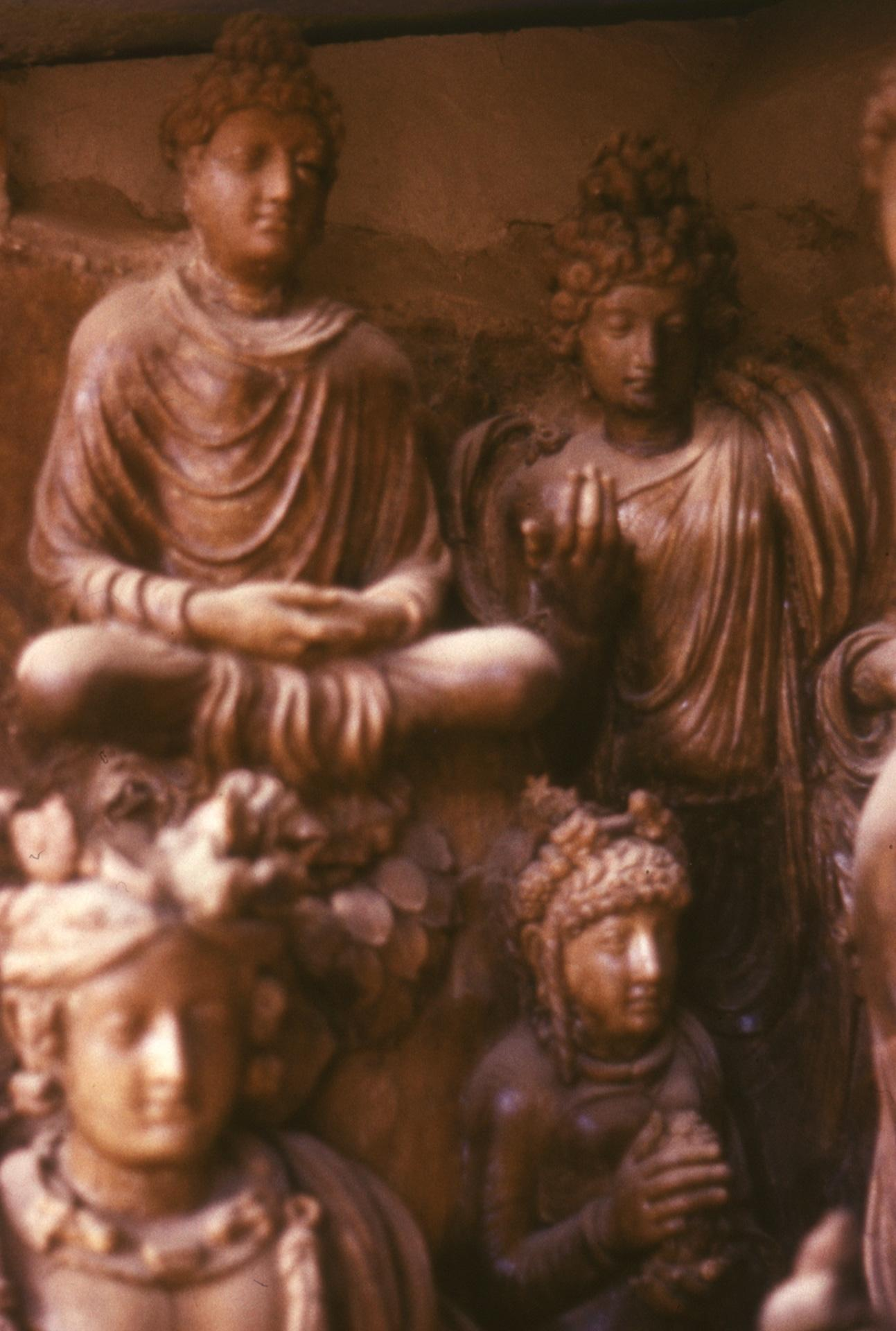
Dalt: Buda i Brama.[4] Nínxol V1, longitud: 100
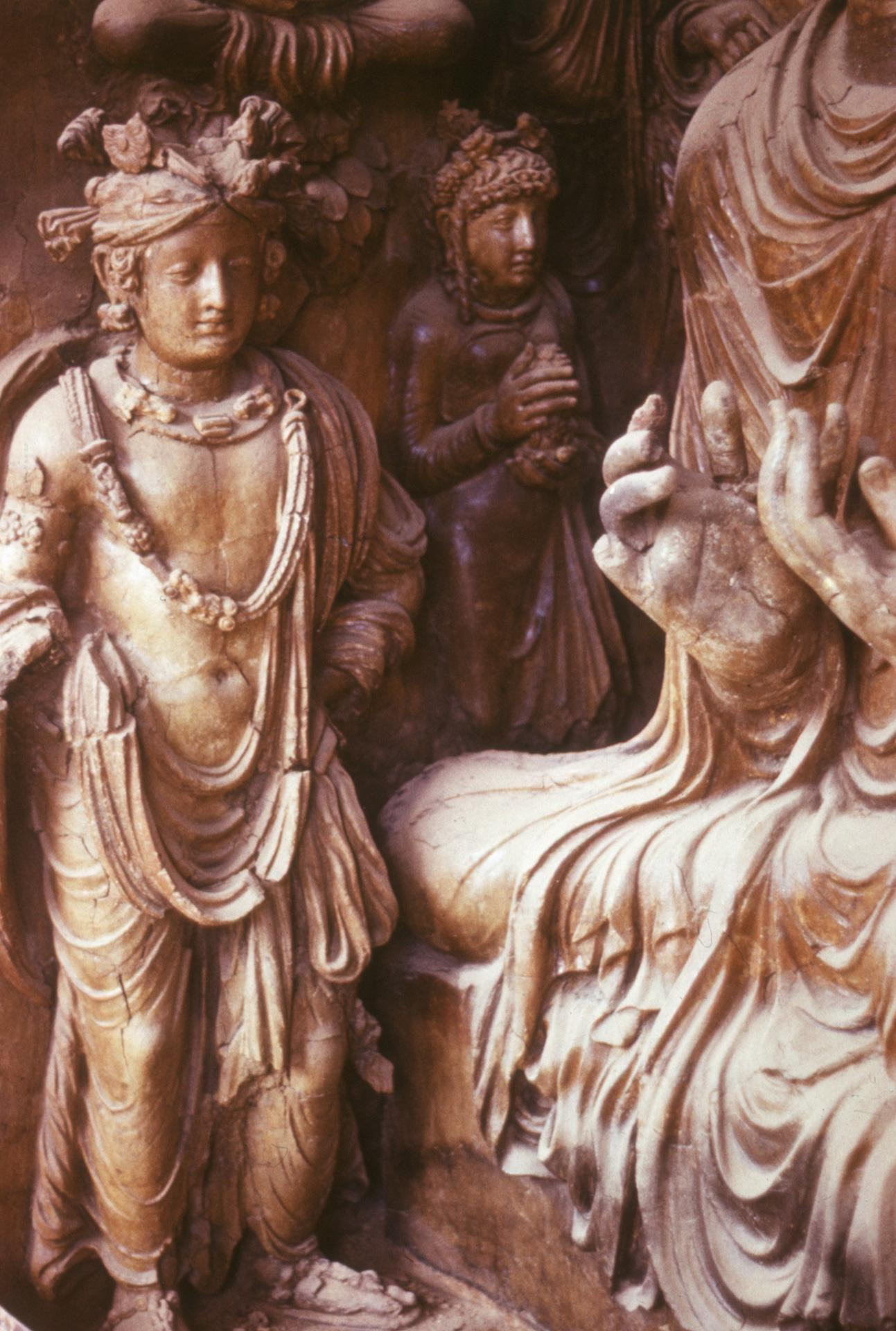
Dreta: un bodhisattva; al costat, una donant
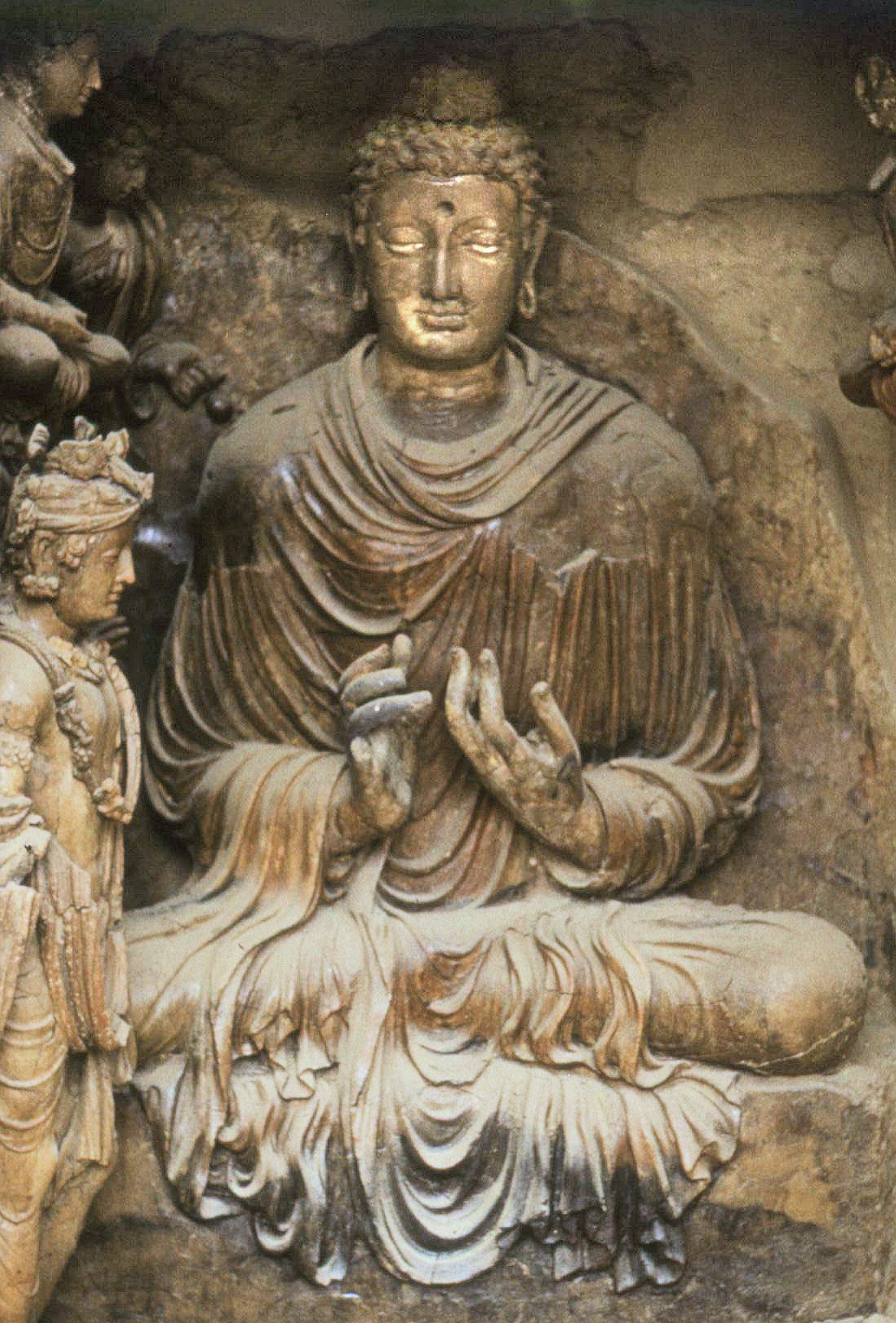
Buda amb gest d'ensenyament, dharmacakra-mudrā
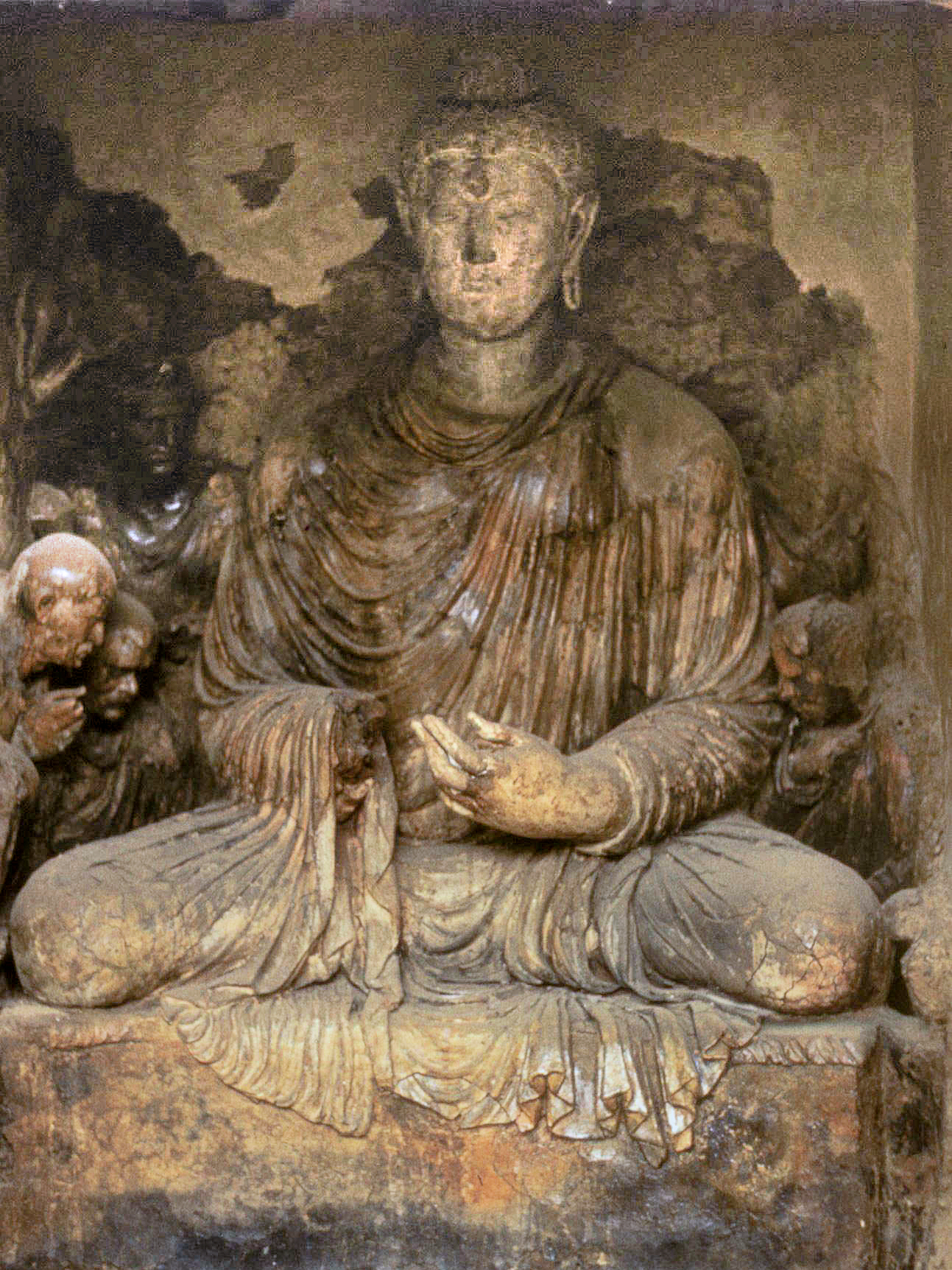
Buda envoltat de monjos i d'un Vajrapani.[5] Nínxol V3
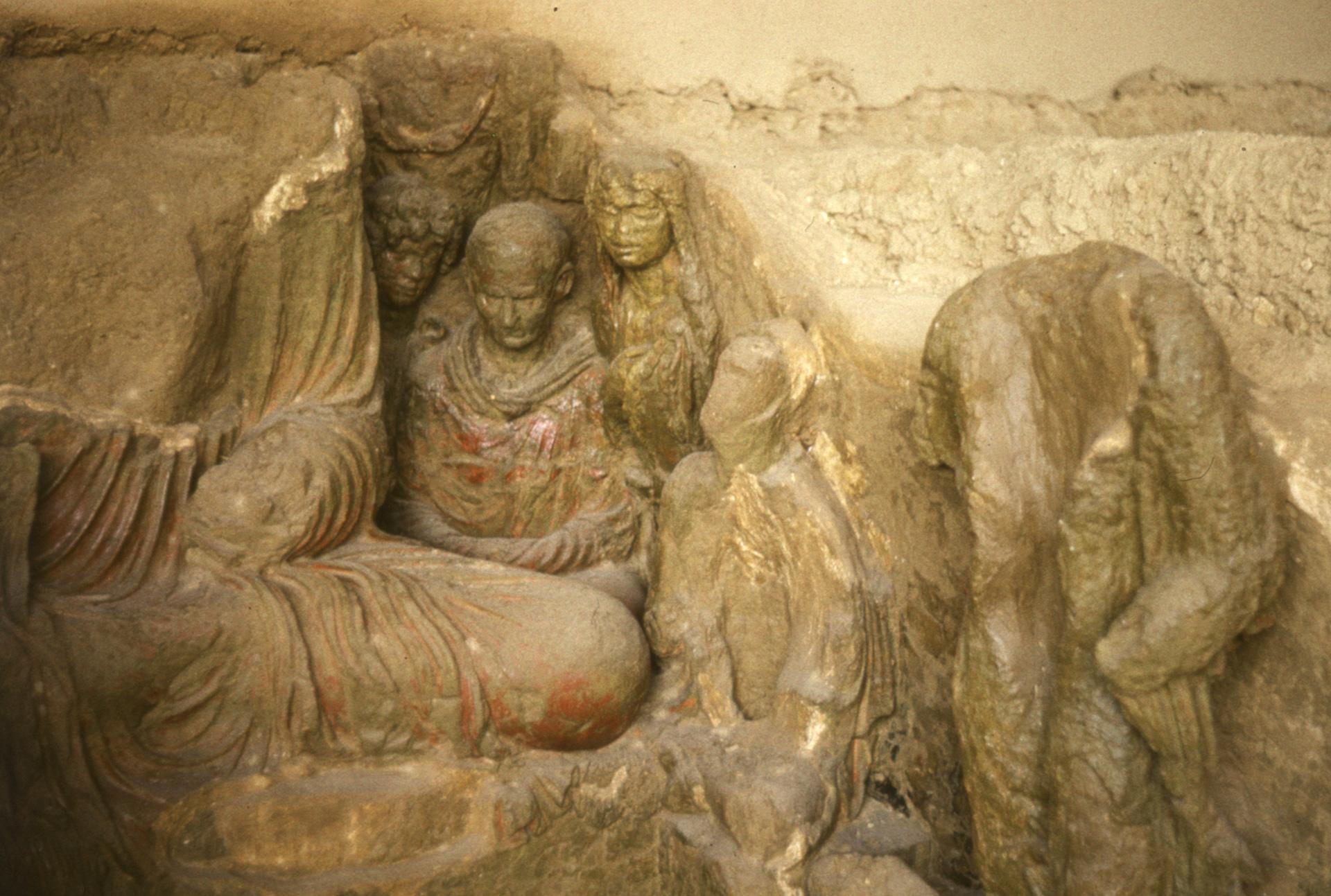

A la dreta del gran Buda, al nínxol V2, hi havia un Vajrapani - Hèracles, reproduït per Z. Tarzi (1976). Anava acompanyat d'una representació de Tique, sostenint una gran cornucòpia.

## Escrits budistes
Es creu que els manuscrits budistes més antics que es conserven —de fet, els manuscrits indis més antics conservats— s'han trobat al voltant de Hadda. Probablement daten del segle I, van ser escrits en la llengua gandara i amb caràcters de l'alfabet Kharosthi a l'escorça. Aparegueren en una olla de fang amb una inscripció en la mateixa llengua. Aquestes inscripcions formen part del cànon perdut de la secta Sarvastivadin, que va dominar Gandhara i expandí el budisme a Àsia Central i Oriental. Aquests manuscrits es troben hui en poder de la Biblioteca Britànica.

## Destrucció
Hadda fou completament destruïda juntament amb altres llocs de la zona, primer pels vilatans autòctons incitats pels seus mul·làs, després del 1978.Més tard, després del 1996, amb la presència dels talibans i amb l'establiment d'un camp d'entrenament d'Al-Qaida a la Granja Hadda.